# It's the economy, stupid

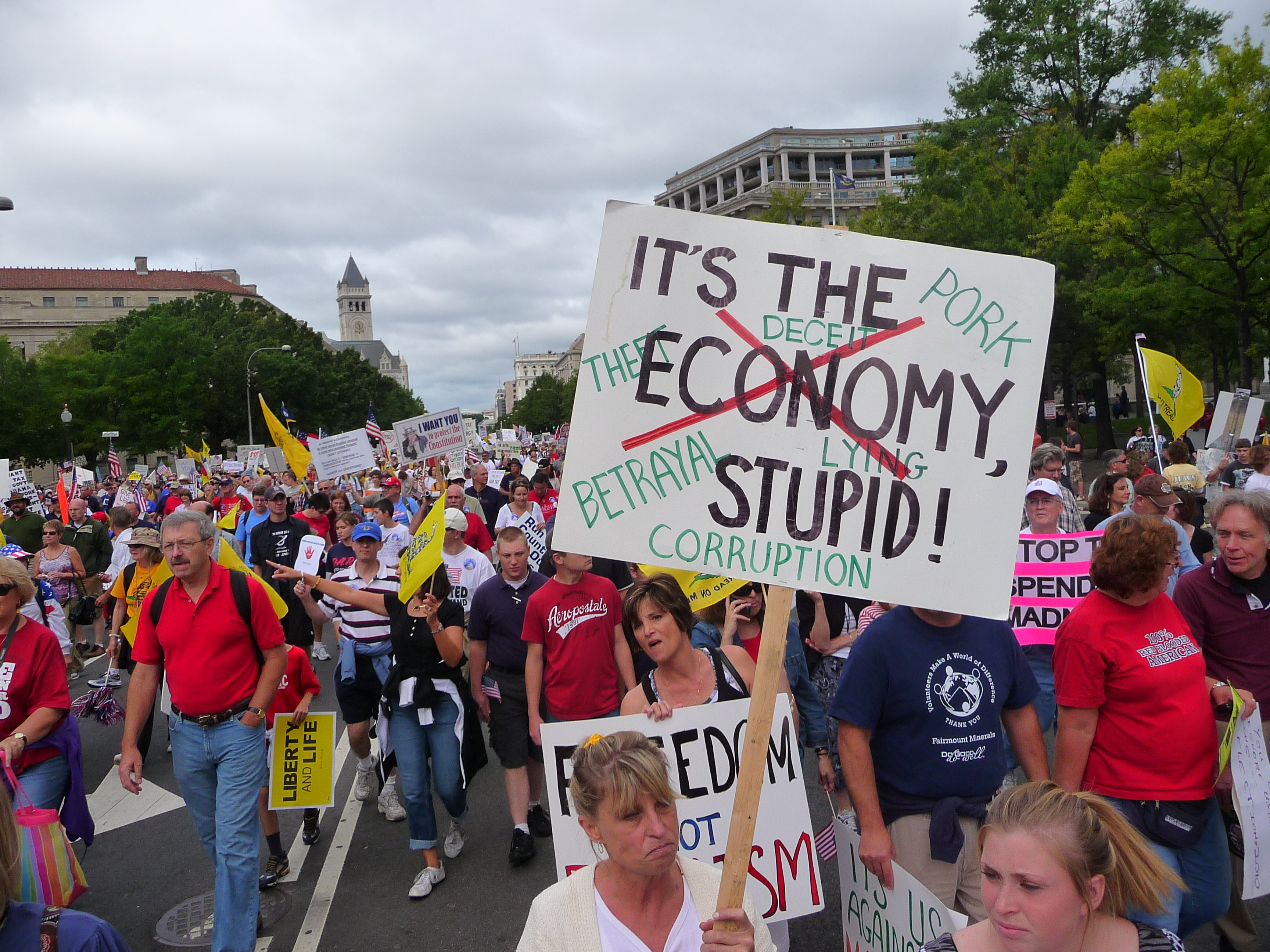

"It's the economy, stupid"(이츠 디 이코노미, 스튜피드)는 1992년 미국 대통령 선거에서 민주당의 빌 클린턴 후보 진영에서 내걸었던 선거 운동 문구로, 클린턴 후보 캠프에서 활동하였던 제임스 카빌이 고안하였다. 클린턴 후보는 현직 대통령인 공화당의 조지 H. W. 부시를 누르고 승리하였다.
원래는 클린턴 선거 캠프 내부 직원들을 대상으로 내걸었던 세 가지 문구 중 하나로 쓰인 것으로, 'The economy, stupid'(경제라고 바보야)라는 말이었다. 그러나 클린턴 진영에서 부시 대통령을 누르기 위한 선거전략 중 하나로 당시 미국이 겪고있던 불황 문제를 꺼내면서 외부 유권자들에게도 활용되었다. 실제로 걸프 전쟁 당시였던 1991년 3월 부시 대통령의 업무 수행 지지율은 90%에 달했으나, 임기 말이던 1992년 8월에는 여론이 돌아서 64%로 급락하였다.

## 원본
대선 당시 제임스 카빌은 선거 운동 전략을 일종의 메시지로 정리할 생각으로 아칸소주 리틀록에 마련된 클린턴 선거운동 본부에 간판을 걸었다. 거기에는 세 가지 표어가 씌여 있었는데 다음과 같았다.
1. Change vs. more of the same - "바꿀 것이냐, 또 놔둘 것이냐". 2008년 미국 대선에서 버락 오바마 후보 측도 다시 활용한 적이 있다.[3]
2. The economy, stupid - "문제는 경제야, 바보야"
3. Don't forget health care. - "의료 복지는 까먹지 말자"[4]

간판 자체는 선거 운동 본부 직원들이 보라고 내걸은 것이었지만, 'The economy, stupid'는 사실상 클린턴 후보의 선거 운동 표어로 활용되었다. 클린턴의 승리로 끝난 대선 이후에도 미국 정계와 언론에서는 '경제'라는 단어만 바꾼 채 계속돼서 활용되는 일종의 스노클론으로 자리잡기에 이르렀다.
이 말은 한국에서도 클린턴의 선거 승리 요인 중 하나로 회자되었고, 원본처럼 경제문제를 지적하는 데 있어 쓰거나 단어를 바꿔 사용하게 되었다. 가장 최근에는 2018년 문재인 정부의 경기 악화 등으로 지지율이 최저치를 기록하자, 각 언론에서 '문제는 경제다'라는 수사로 요약한 사례가 있다.

## 같이 보기
- KISS 원칙 - "Keep it simple, stupid" (심플하게 둬, 바보야)의 약자로 해석하는 경우가 있다.